# 高柳儀八
高柳 儀八（たかやなぎ のりはち、または たかやなぎ ぎはち、1891年（明治24年）4月17日 - 1973年（昭和48年）12月29日）は、日本の海軍軍人。戦艦「大和」第2代艦長。最終階級は海軍中将。

## 経歴
佐賀県出身。高柳米吉の息子として生れる。旧制佐賀中学卒を経て、海軍兵学校および陸軍士官学校（第25期）を受験し、双方に合格している。1913年（大正2年）12月、海軍兵学校（41期）を卒業。翌年12月、海軍少尉に任官。1920年（大正9年）11月、海軍砲術学校高等科を卒業。戦艦「鹿島」分隊長、駆逐艦「海風」砲術長、砲術学校教官などを経て、1927年（昭和2年）11月、海軍大学校（甲種25期）を卒業した。
軽巡洋艦「名取」・海防艦「浅間」の各砲術長、呉海兵団、重巡洋艦「那智」砲術長、第1艦隊兼連合艦隊参謀、海軍省教育局員（第2課）などを歴任し、1936年（昭和11年）12月、海軍大佐に進級し横須賀鎮守府付となる。
1937年（昭和12年）4月、軽巡洋艦「龍田」艦長に就任し、砲術学校教頭、重巡洋艦「鈴谷」・戦艦「伊勢」の各艦長などを経て、1941年（昭和16年）9月、呉鎮守府付となる。同年11月、戦艦「大和」の第2代艦長に就任し太平洋戦争を迎えた。1943年（昭和18年）1月、第1艦隊参謀長に発令され、次いで海兵副校長兼教頭に就任した。1945年（昭和20年）5月、海軍中将に進み、同月、海軍省教育局長となる。終戦の詔勅発布後の1945年8月20日、自決した大西瀧治郎中将の後任として最後の軍令部次長に就任。同年10月、海軍省出仕となり、11月20日、予備役に編入された。後に公職追放となる。

## 親族
- 長男 高柳義男（海軍中尉）